# Skákavka sosnová
Skákavka sosnová (Macaroeris nidicolens) je druh pavouka z čeledi skákavkovitých a zároveň jediný druh rodu Macaroeris vyskytující se na území České republiky.

## Popis

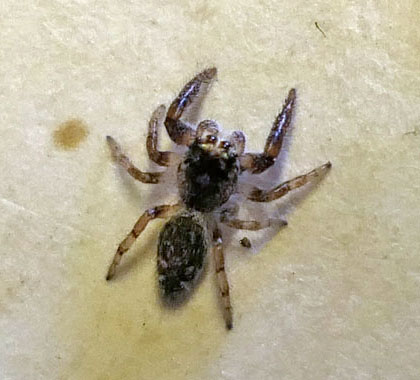
Mladý samec

Samice dorůstají velikosti 5–6 mm, samci 5 mm, samotná hlavohruď je dlouhá 2,3–3 mm. Vcelku nenápadný druh. Samice je hnědavá, tmavě i světle skvrnitá. zbarvení hlavohrudi je značně variabilní. Od předních očí se dozadu táhne rozšiřující se bílý centrální proužek. Okolo očí je na každé straně tmavá skvrna. Na zadečku se často nachází světlá podélná centrální páska a několik bělavých a hnědavých obloučků po stranách. Nohy světlé. Samci jsou tmavší se dvěma páry více či méně výrazných skvrn na hlavohrudi. Zadeček samce je tmavě červenohnědý, uprostřed se světlejší podélnou páskou a několika páry bělavých skvrn. Nohy i makadla samce jsou tmavé. Je možná záměna se skákavkami rodu Dendryphantes, hlavně s druhem Dendryphantes rudis, který však na rozdíl od skákavky sosnové nemá tmavé skvrny kolem očí.

## Rozšíření
Palearktický druh s výskytem od západní Evropy do střední Asie, zdá se, že areál rozšíření se stále zvětšuje. Hojný na jižní Moravě, v Čechách nehojně v nižších a středních polohách.

## Způsob života
Jedná se o teplomilný druh s výskytem od nížin do středních poloh. Obývá stepi, vřesoviště, písčiny a suché lesy, nejčastěji bory. Za slunečných dnů loví hmyz na kůře borovic i jiných stromů. Dospělci se nejhojněji vyskytují od května do října. Přezimují v bělavých zámotcích pod kůrou stromů, ve stromových dutinách, nebo ve starých ptačích hnízdech.